# Alexteroon
Alexteroon är ett släkte av groddjur som ingår i familjen gräsgrodor.
Arterna förekommer i södra Kamerun och Ekvatorialguinea.
Arter enligt Catalogue of Life:
- Alexteroon hypsiphonus
- Alexteroon jynx
- Alexteroon obstetricans